# Cité d'Arras
La Cité d'Arras, antérieurement nommée Cité-lez-Arras, est une localité d'Arras. C'est également le nom d'une ancienne entité administrative sous l'Ancien Régime, séparée de la ville d'Arras jusqu'en 1749. 
Composée essentiellement des anciens territoires de la ville romaine de Nemetacum, cette ville était centrée sur la cathédrale Notre-Dame-en-Cité et peuplée essentiellement par des ecclésiastiques.
La Cité d'Arras fait partie de la communauté urbaine d'Arras qui regroupe 46 communes et compte 109 776 habitants en 2021.

## Géographie

### Localisation
Situé au centre de l'Artois, la Cité d'Arras s'est développée sur l'une des deux collines d'Arras : la colline Baudimont. Elle s'articulait autour de la grande cathédrale et de sa place fermée appelée le Cloître des Chanoines ou l'Âtre, sur laquelle se tenait les marchés. La cité était également parcourue par deux grandes rues : la rue d'Amiens et la rue Baudimont, conduisant des portes du même nom jusqu'à la place Terrée en Cité (Pont-de-Cité actuel). Un pont enjambant le Crinchon permettait d'entrer dans la Ville d'Arras depuis cette même place.
Le territoire de la Cité est limitrophe de ceux de quatre communes :
| Anzin-Saint-Aubin | Sainte-Catherine | Saint-Nicolas |
| Dainville         | Cité d'Arras     | Arras (Ville) |
|                   | Achicourt        |               |

### Géologie et relief
Le sol de la Cité est composé de craie, roche vieille de 90 millions d'années, on y retrouve de nombreux bâtiments construits en cette matière. L'argile est également présente. Elle a été utilisée pour la fabrication des briques, utilisées pour des bâtiments moins nobles ou en décoration des façades au XXe siècle. On la retrouve dans le nom du lieu-dit « la Terre Potier » à l'ouest au-delà du territoire communal.

## Urbanisme

### Faubourgs et lieux dits
La Cité était composée de plusieurs faubourgs.

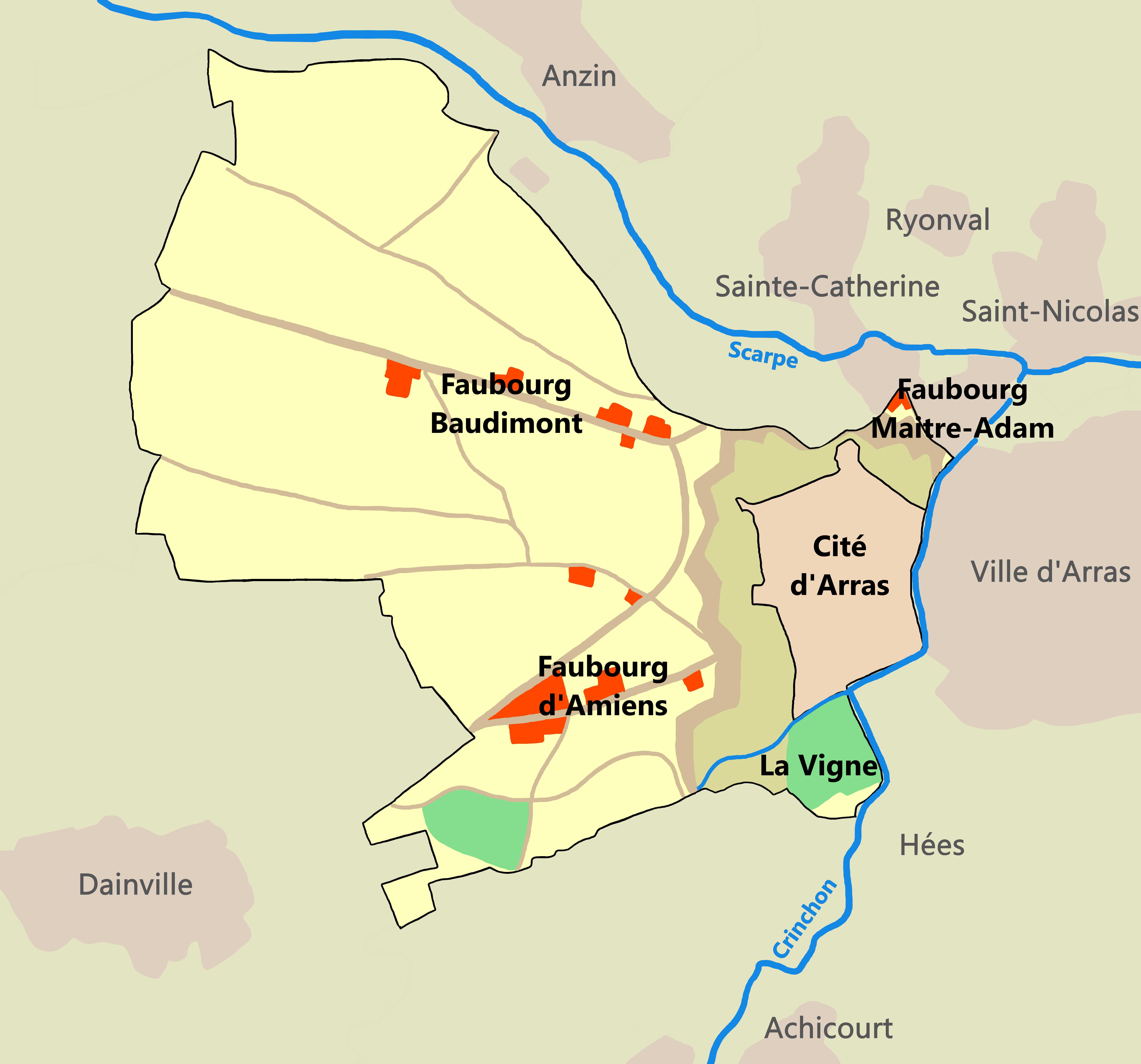
Faubourgs et lieux dits de la Cité.

#### Faubourg Baudimont
Ancien faubourg d'une très grande importance, le faubourg Baudimont fut bâti sur une partie de l'emplacement de l'antique Nemetacum. Bien qu'il fût détruit en 1414, on dut toutefois le reconstruire en partie. Entre les quelques maisons qui restent de ce faubourg et la Cité, s'élève à droite de la route de Saint-Pol, un remblai considérable effectué sur l'ancienne tour l'Avisée ou des tard avisées.
De ce point culminant qui domine toute la vallée de la Scarpe, on découvre une vaste étendue de campagne, couronnée par les tours de l'abbaye de Mont-Saint-Éloi.
Le lieu dit Baudimont se divisait anciennement entre Baudimont vieux et Baudimont neuf. Baudimont vieux, inclinait paraît-il vers Sainte-Catherine.

#### Faubourg d'Amiens

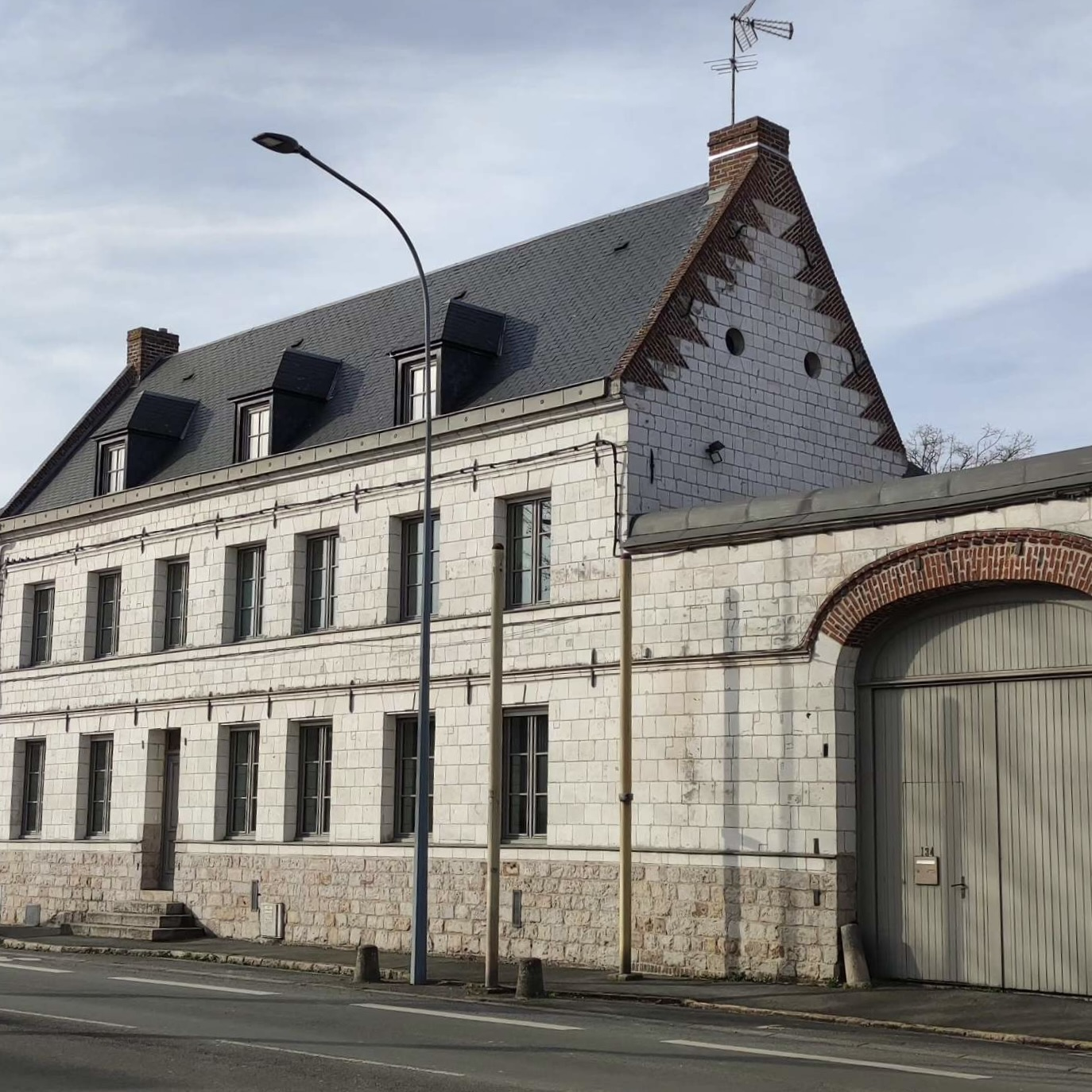
Faubourg d'Amiens.

Encore existant de nos jours, le faubourg d'Amiens fut construit au bord de la chaussée Brunehaut qui mène à Amiens depuis la porte du même nom. À droite de ce faubourg en sortant de la Cité, se voit encore l'éminence sur laquelle se dressaient les antiques fourches patibulaires de la juridiction épiscopale. Cette éminence porte le nom de Hochettes.
Le faubourg était composé de plusieurs chemins, qui sont aujourd'hui des rues, comme le chemin de Dainville (avenue Jean-Mermoz), le chemin de Baudimont (rue George-Auphelle), le chemin des Hochettes et le chemin de Wailly.
Le faubourg d'Amiens menait à Dainville vers l'ouest, Baudimont vers le nord et Achicourt et la Citadelle au sud.

#### Faubourg Maître-Adam
Entre le faubourg Méaulens, Sainte-Catherine et le faubourg Baudimont depuis la rue et la porte Maître-Adam, existait autrefois un pouvoir Maitre-Adam. Pour Le Gentil, il doit son nom, non au célèbre Adam de la Halle, trouvère picard arrageois, mais à Maître-Adam de Vimy, conseiller du comte d'Artois et seigneur de Baudimont. Le faubourg semble s'être confondu par la suite avec Sainte-Catherine, ancien faubourg d'Arras, en raison de leur proximité.
Contrairement au faubourg Méaulens qui relève de la ville, le pouvoir Maitre-Adam est en fait vu une section du faubourg Baudimont, dite Baudimont neuf.

#### Faubourg de la Vigne
Nommé ainsi à cause du vignoble qui s'y trouvait, il existait encore en 1668. On y accédait de la Ville par la porte Pugniel et de la Cité par la porte de la Vigne ou de Brones. Le faubourg comportait deux chapelles, celle de Saint-Fiacre et celle de Saint-Éloy, ainsi que deux ponts ; l'un sur le Crinchon et l'autre sur les Hautes-Fontaines.
Ce village était encore très florissant dans le milieu du XVe siècle, et Jacques Duclercq nous apprend que les habitants de la ville fréquentaient beaucoup les tavernes de la Vigne. On ignore à quelle époque ce lieu fut détruit. Le faubourg d'Amiens lui succéda au commencement du XVIIIe siècle.
A l'emplacement du pouvoir on retrouve une esplanade et comporte aujourd'hui le jardin du Gouverneur et le lycée Robespierre.

#### Hochettes

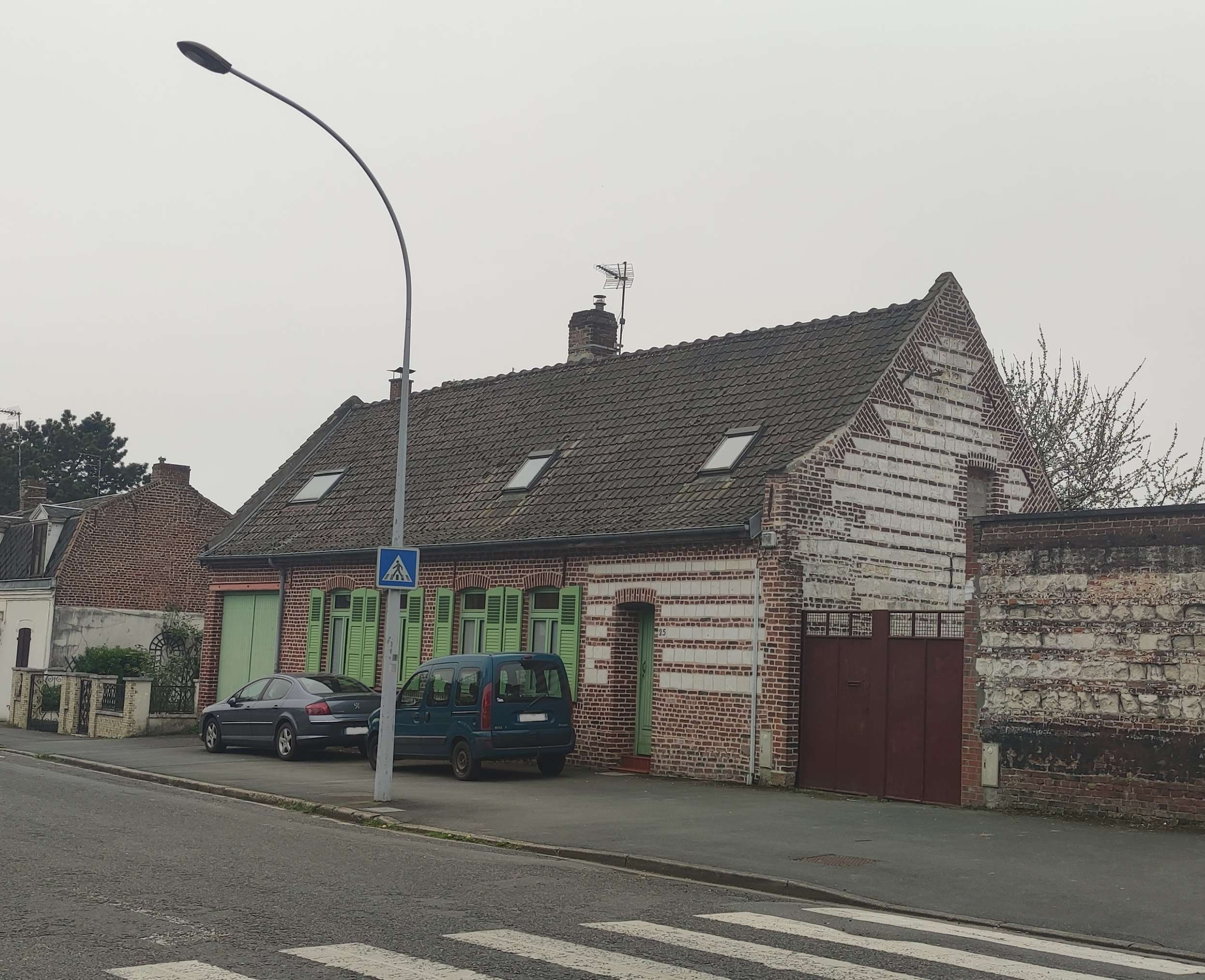
Chaumière composant l'ancien hameau des Hochettes.

A la droite du faubourg d'Amiens, et au point de jonction des chemins d'Avesnes et de Baudimont, existait un groupe de chaumières. Ce lieu dit les Hochettes tire son nom des fourches patibulaires de la juridiction épiscopale qui existaient à proximité.
Le nom Hochettes est resté utilisé encore de nos jours pour parler du quartier situé autour de l'ancien hameau, ainsi que dans de nombreuses enseignes de la Cité des Hochettes.

#### Petit Dainville
Il forme un ancien hameau situé près de la Couture d'Hées, sur la source du ruisseau des Hautes-Fontaines, qui forme une des branches du Crinchon et qui fait tourner le moulin de Saint-Fiacre. Il est remplacé par des Bassures vers le XIXe siècle et est de nos jours enserré entre la rue de la Briqueterie, le lycée Savary-Ferry, les jardins familiaux et le parc des Hautes-Fontaines.

## Toponymie
Anciennes mentions : civitas Attrebatensis en 897, Cité-lez-Arras en 1469.
Le mot civitas renvoie aux villes possédant une église cathédrale et capitales d'un pagus. La Cité d'Arras est donc ainsi opposée à la Ville d'Arras, cette dernière s'étant développée autour de l'abbaye Saint-Vaast.

## Héraldique
|  | Les armes de la Cité se blasonnent ainsi : d'azur, à la fasce d'argent, chargée de trois rats de sable et accompagnée en chef d'une mitre d'or et en pointe de deux crosses passées en sautoir du même. |

Ce blason est une représentation du symbole d'Arras : le rat. Si le blason de la ville préfère arborer le fier lion du margraviat de Valenciennes, celui de la Cité a choisi de représenter cet animal peu fréquent en héraldique, que les Arrageois connaissent principalement grâce à l'anecdote du siège d'Arras de 1640, où les habitants écrivirent : « Quand les Français prendront Arras, les souris mangeront les chats », comme marque de défiance aux Français.
La mitre et les crosses rappellent quant à elles la prééminence ecclésiastique dans la Cité d'Arras, dont l'évêque était la figure principale.
Si ce blason est tombé dans l'oubli après l'union de la ville et de la cité, le symbole du rat a été affectueusement conservé par la population dans des noms d'enseigne, de spécialités culinaires ou sur des bâtiments publics.

## Histoire
L'histoire de la Cité remonte à l'époque romaine. En effet, les vestiges de la ville de Nemetacum se trouvent en grande partie sous la Cité, bien que l'on en trouve également en dehors de ses anciens murs au Nord-Ouest. La grande voie menant à Thérouanne, qui deviendra plus tard la chaussée Brunehaut et que les habitants d'Arras nommaient l'Estrée, correspond à la rue Baudimont, près de laquelle la cathédrale fut construite.
La Cité n'était que peu peuplée car l'essentiel de la vie marchande se trouvait dans la Ville d'Arras avec ses deux grandes places de marché. Le recensement de 1831 ne reporte en effet que 3463 habitants dans le quartier de la Cité, sur les 23 419 habitants de la commune d'Arras. Cela s'explique également par la présence de très grandes zones non bâties, notamment le cimetière Saint-Nicaise et les jardins de l'évêché.
La cathédrale fut construite entre 1030 et 1370 sur un ancien édifice paléochrétien bâti après 390, servant déjà de cathédrale à l'époque romaine au moment de la création de la civitas.
La Cité possédait même son propre Hôtel de ville, surmonté d'un beffroi en bois ; elle avait son propre magistrat composé d'un prévôt maire lieutenant, 7 échevins (contre 12 dans la Ville d'Arras), un conseiller pensionnaire, un greffier et un argentier. Il fut vendu en 1759 après la fusion de la Cité et de la Ville pour 14 350 livres.
L'édit du roi portant sur l'union de la Cité à la Ville d'Arras en 1749 comporte 31 articles.
La Cité était séparée de la ville d'Arras par un mur longé par le Crinchon. Elle est aujourd'hui séparée de la ville par la place du Pont de Cité.

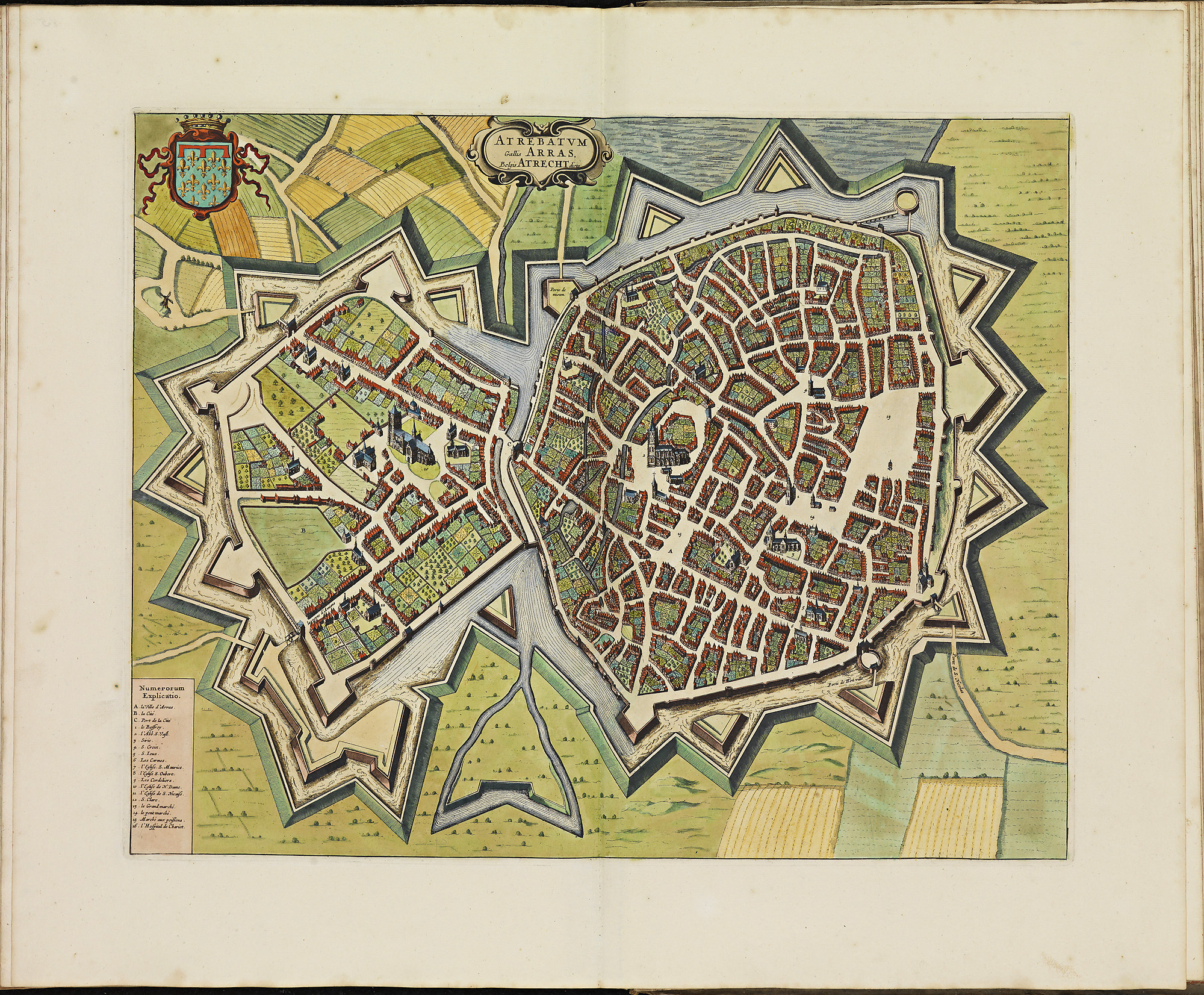
La Cité est visible à gauche de cette image, séparée de la ville par un mur longé par le Crinchon.
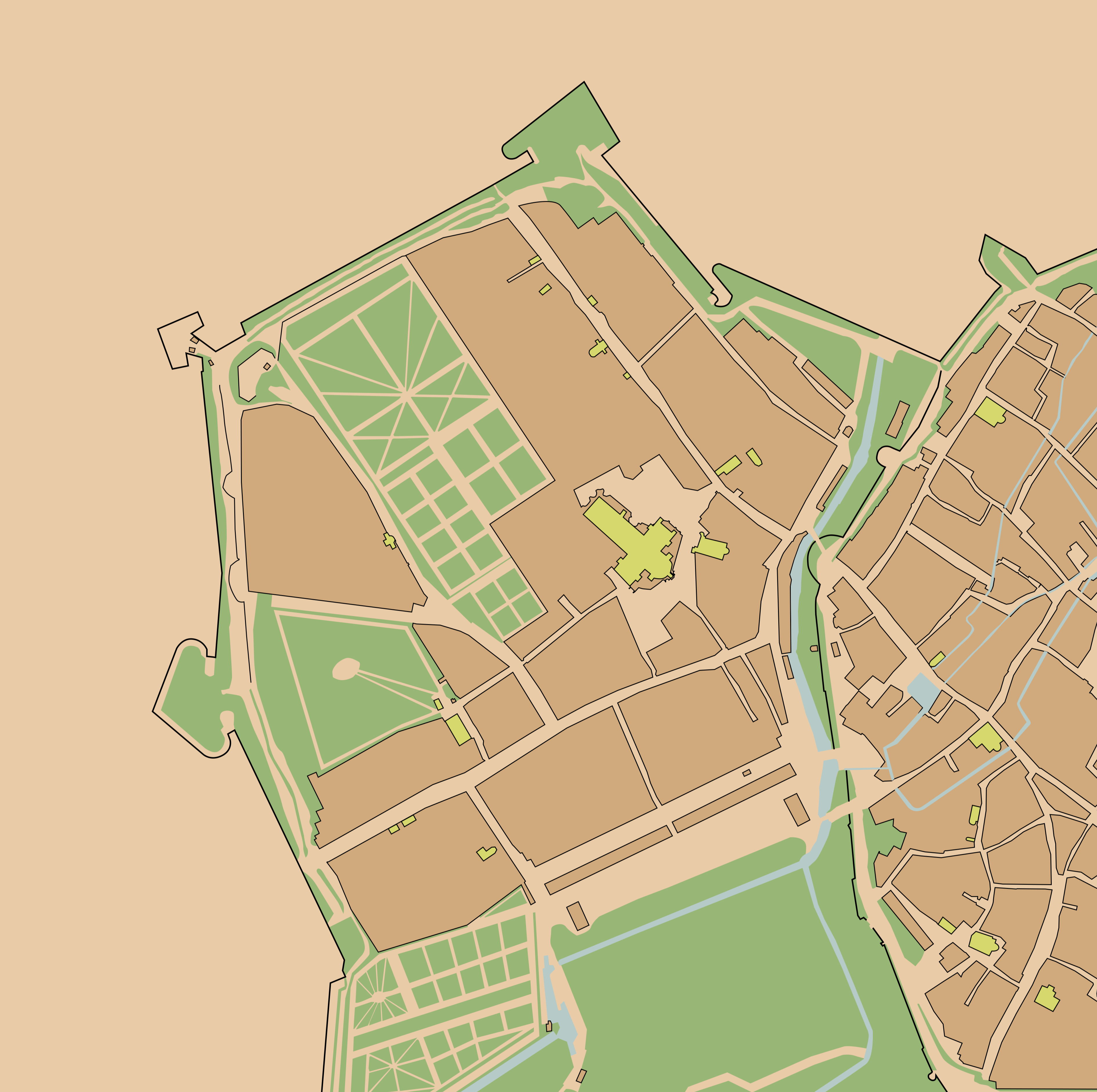
Carte de la Cité d'Arras en 1704.
Cité d'Arras en 2024.

## Culture locale et patrimoine

### Lieux et monuments

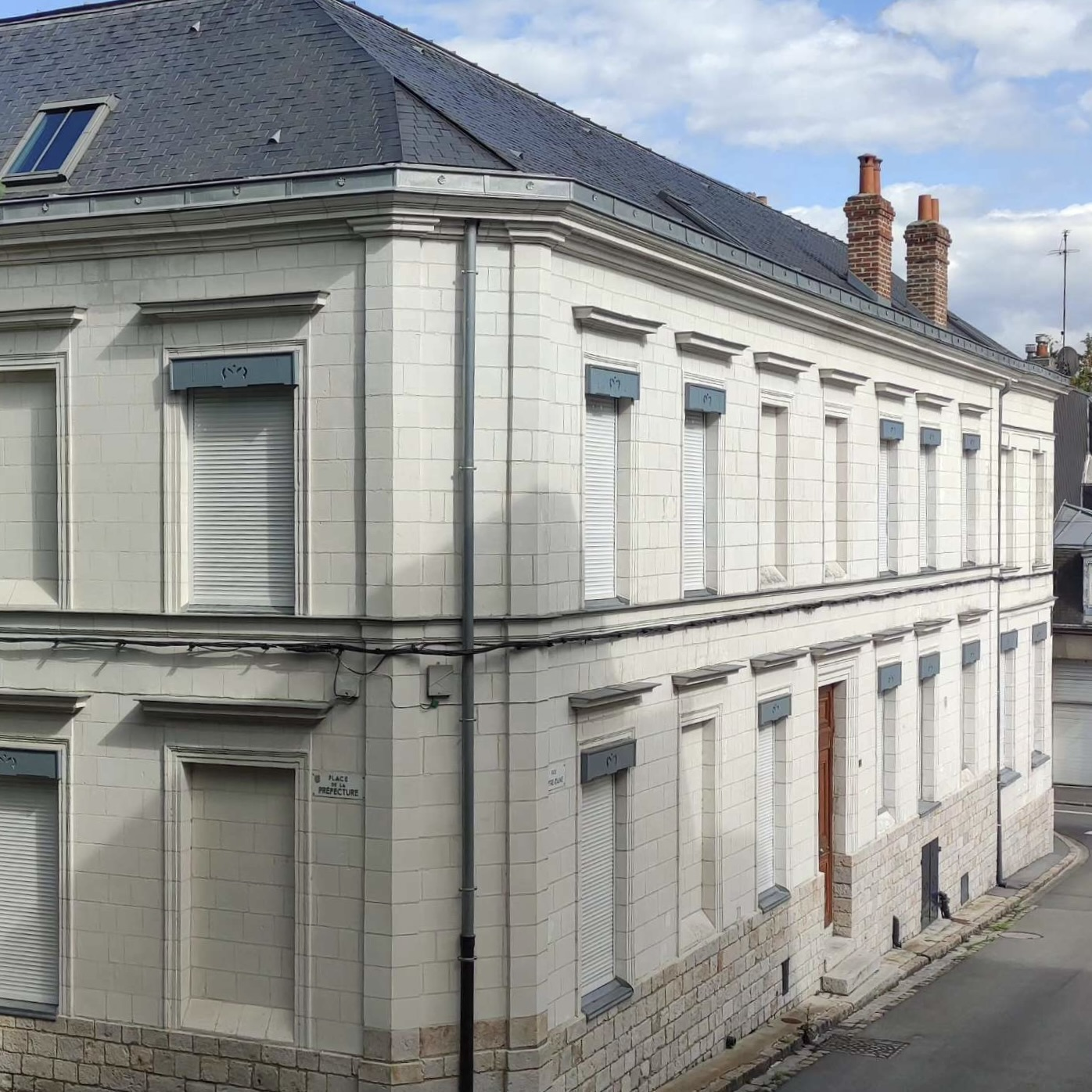
Architecture traditionnelle de la Cité d'Arras.

#### Place de la préfecture
La place de la Préfecture est un lieu central du quartier. Historiquement, celle-ci accueille en son centre la cathédrale Notre-Dame-en-Cité, détruite pendant la Révolution française et dont les ruines sont rasées au début des années 1800. Un jardin est aménagé puis, entre 1839 et 1846, est construite l'église Saint-Nicolas-en-Cité, de taille plus modeste que la cathédrale disparue. Un jardin public sépare l'église de l'hôtel de préfecture. Construit en 1770 par monseigneur de Conzié, alors évêque d'Arras, peu après son sacre, en 1769, le bâtiment de la préfecture est à l'origine le palais épiscopal de la cathédrale adjacente.

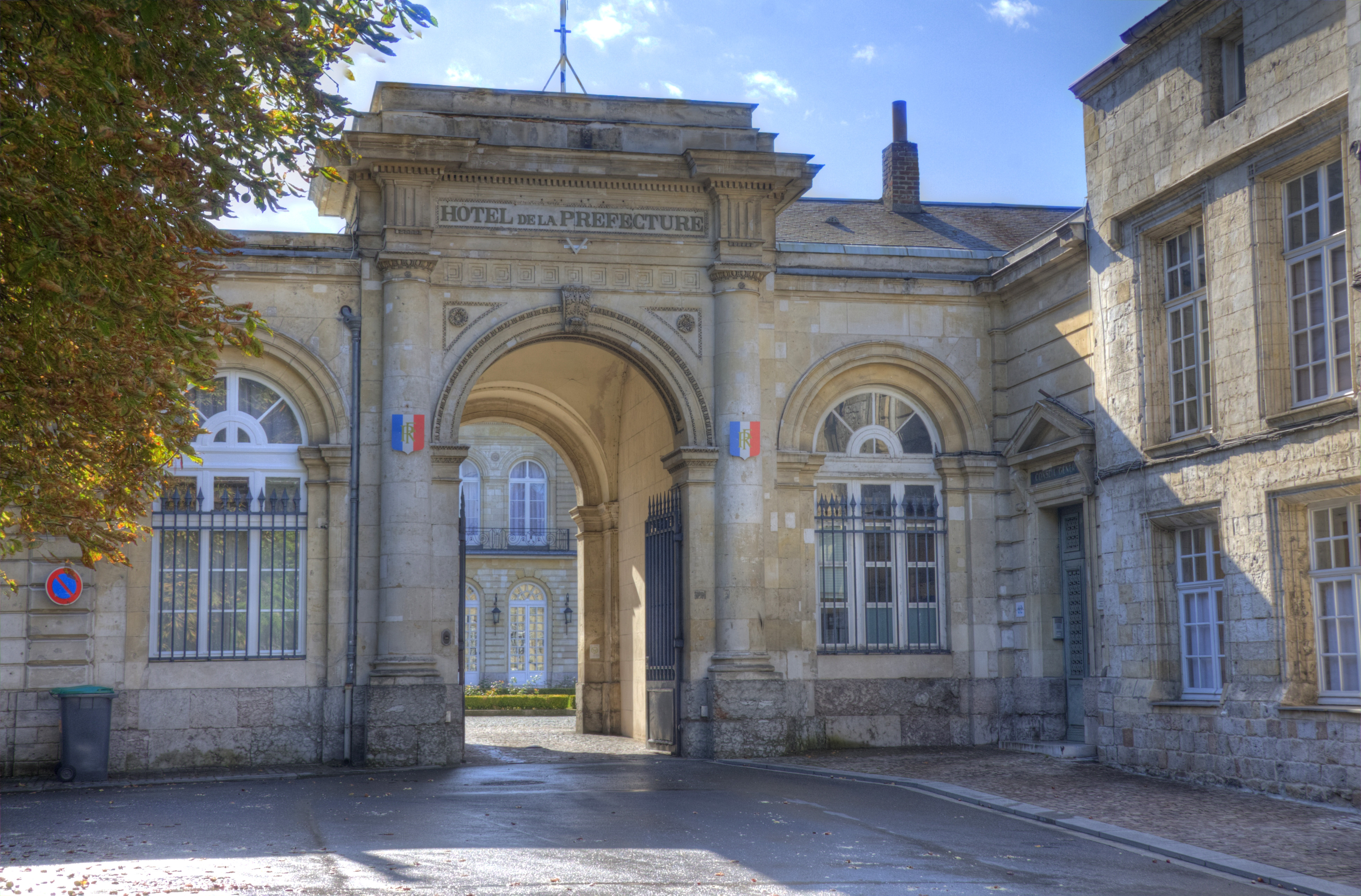
La préfecture.
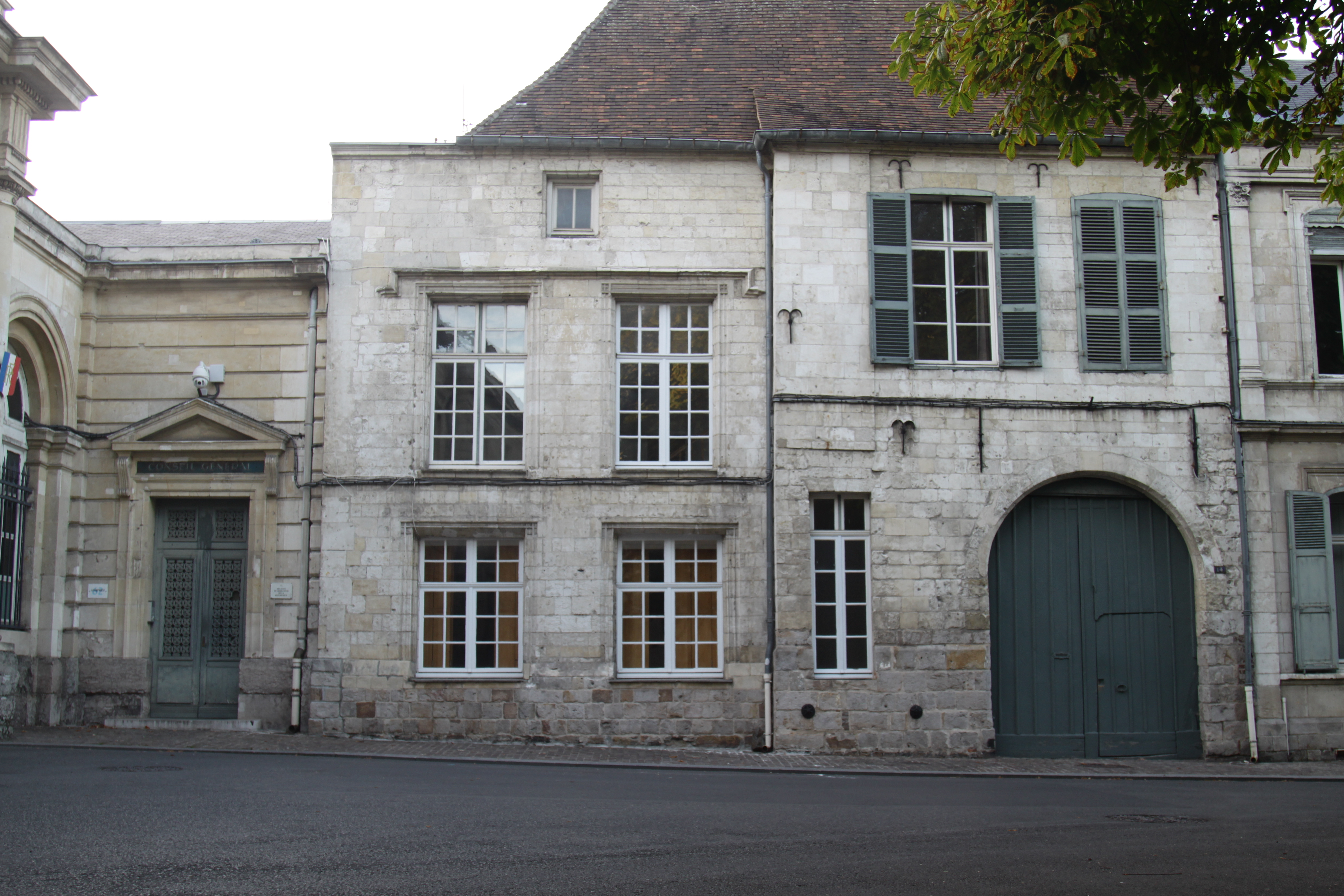
Place de la préfecture.
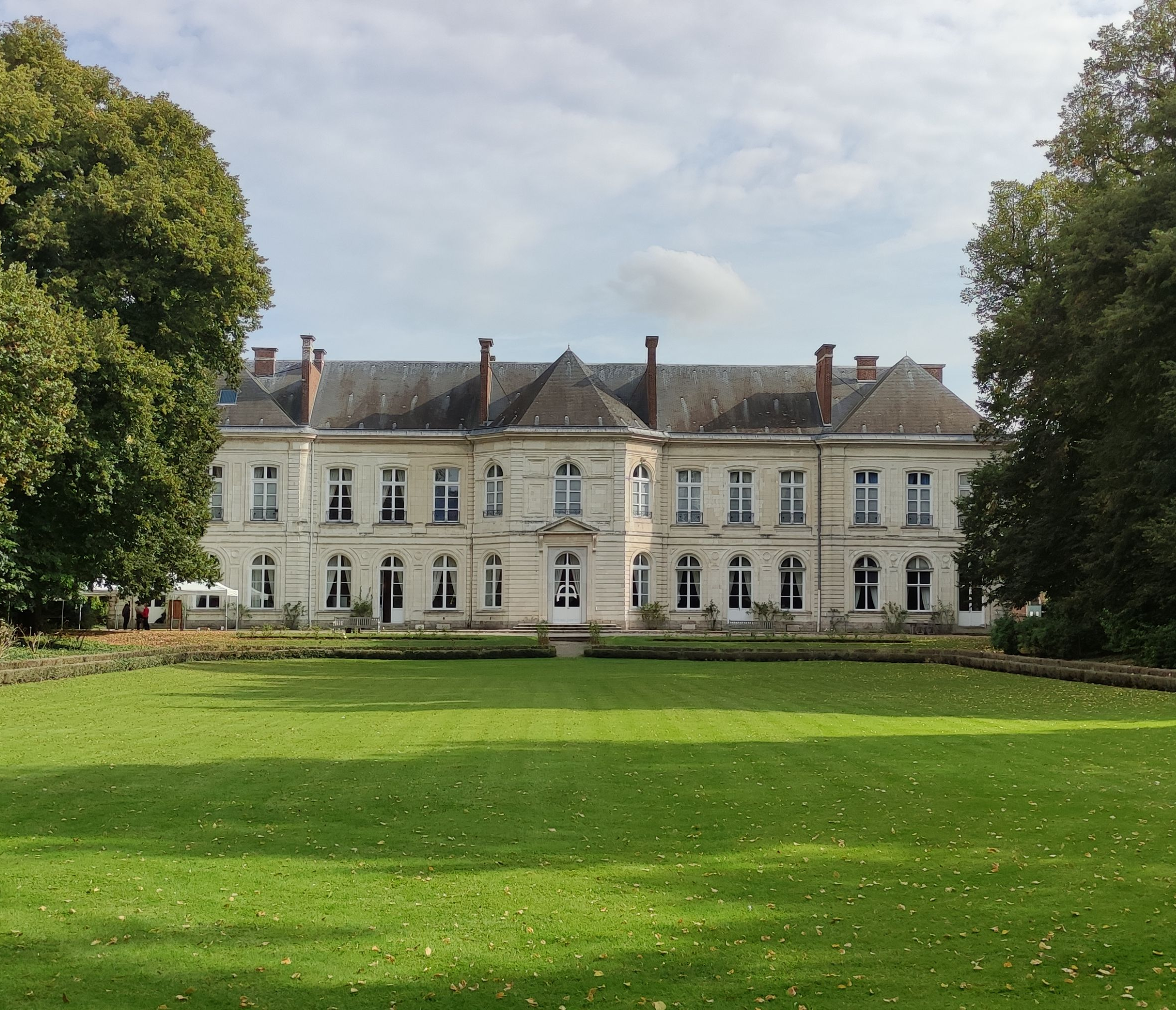
Jardins de la préfecture.

#### Couvent de la Paix

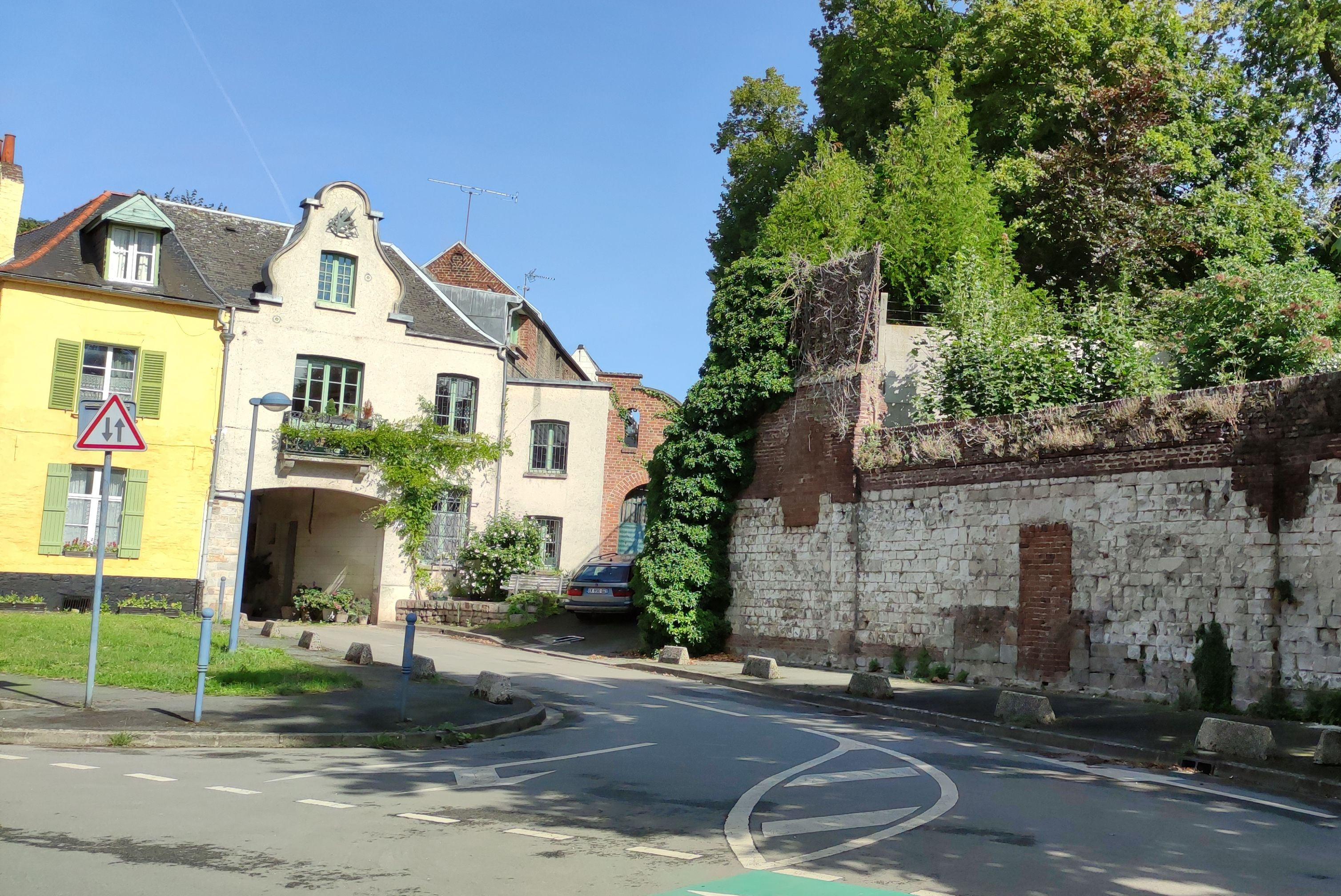
L'ancien couvent de la Paix.

Situé autour de la rue de la Paix et traversée par l'impasse du même nom, le couvent de la Paix-de-Jésus est aujourd'hui composée de plusieurs habitations. Autrefois, leur enclos était très vaste et on y retrouvait la chapelle Notre-Dame-de-Lorette, qui avait échappée aux destructions de la Révolution, mais qui sera détruite en 1864 pour céder la place à la prison Saint-Nicaise.

#### Église Saint-Nicolas-en-Cité
L'église se trouve sur la colline Baudimont, sur les ruines de l'ancienne cathédrale gothique, à proximité du site de la ville romaine de Nemetacum, qui est à l'origine d'Arras.
Lors de la Révolution française, la cathédrale Notre-Dame-en-Cité d'Arras est vendue comme bien national, devient une carrière de pierre puis ses ruines sont rasées à la demande de l'empereur Napoléon Ier de passage à Arras fin août 1804, qui refusa de relever l'édifice vu son délabrement. Un jardin municipal est aménagé à la place. En 1825, un calvaire est élevé au niveau du chœur de l'actuelle église mais disparaît lors de la Révolution de 1830 ; une plaque commémorative dans l'église perpétue son souvenir,,,.

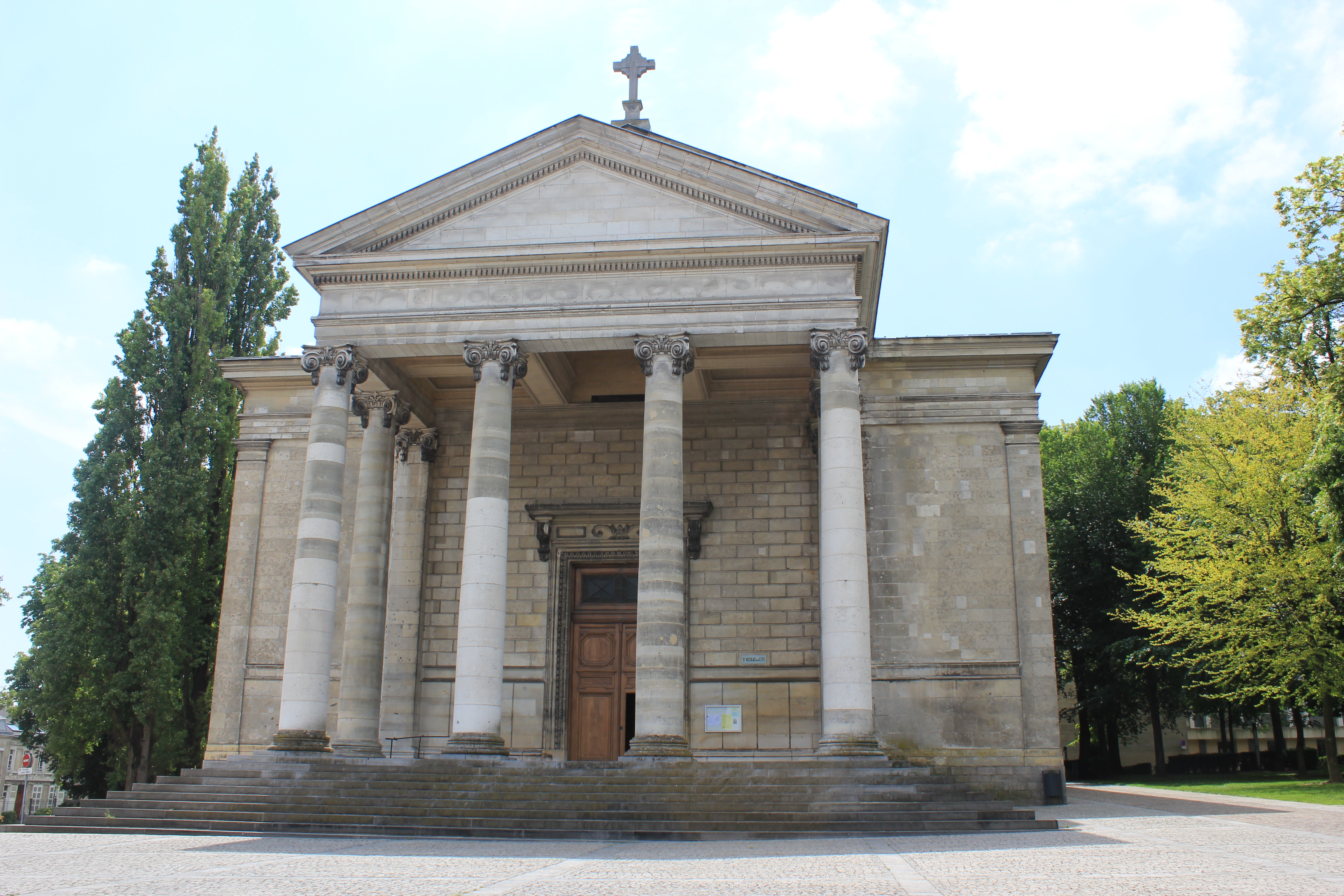
L'église.
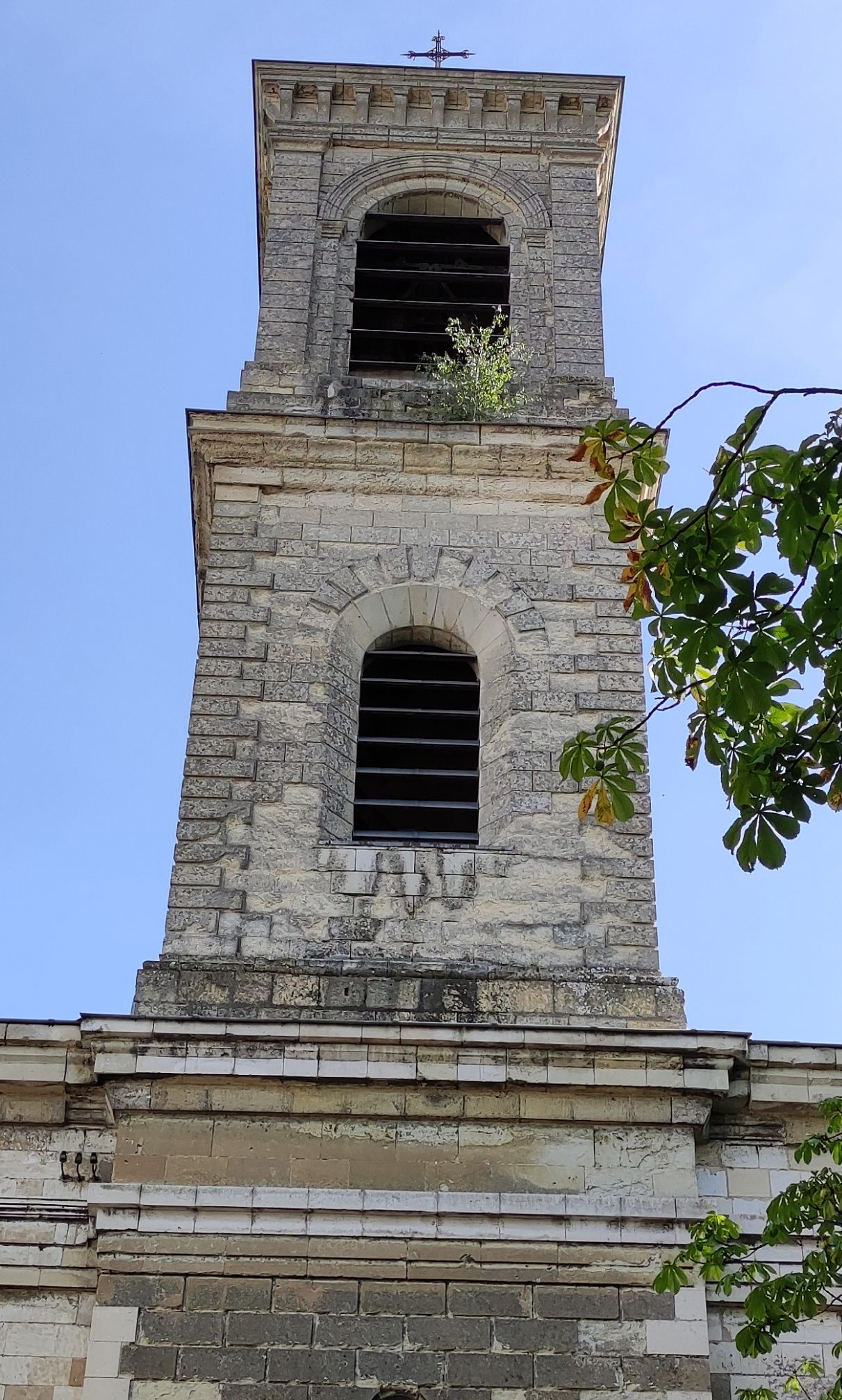
Vue du clocher.
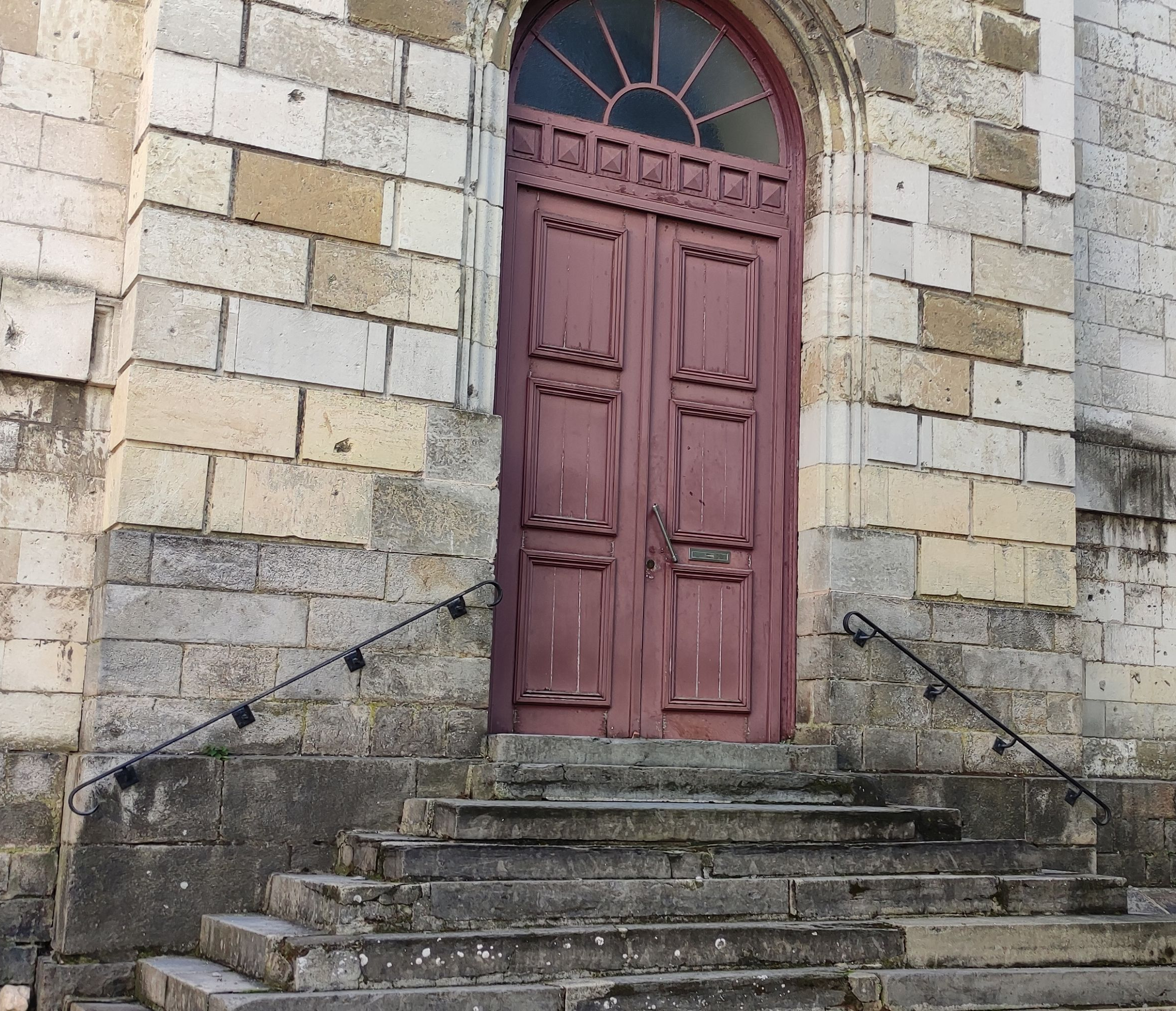
Le portail.

#### Diocèse d'Arras

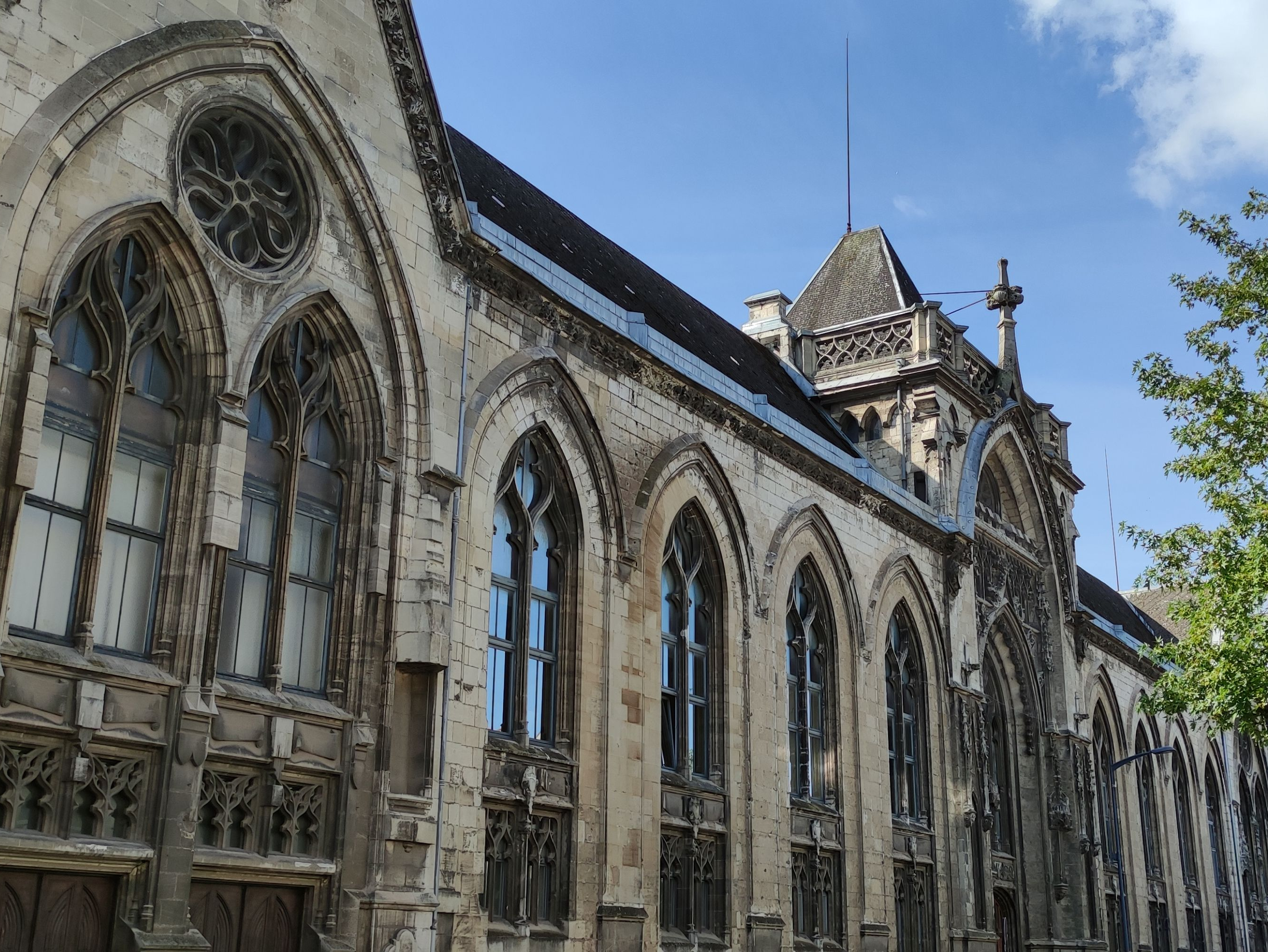
Le diocèse.

Situé entre la rue d'Amiens et le ruisseau Saint-Fiacre, la maison diocésaine est aujourd'hui partagée entre hôtel et diocèse d'Arras. Vers 1640, le lieu abrite un couvent, rue d'Amiens. La chapelle sera achevée en 1698. Le bâtiment central porte sur des ancres la date de 1698. À la Révolution française, les bâtiments deviennent « Biens nationaux » après l'expulsion des religieux. La chapelle est détruite.
Le bâtiment est marqué par une architecture gothique et fait face à l'église des Clarisses.

#### Îlot Bon Secours
Aménagé en 2011 sur l'ancienne clinique Bon Secours, l'Îlot Bon Secours est une résidence située dans le centre de la Cité d’Arras, rassemblent une centaine d’habitants autour d’un idéal de « convivialité partagée ». Les personnes trisomiques qui y vivent sont assez largement autonomes et la plupart exercent une activité professionnelle.

### Anciens lieux et monuments
La plupart de ces photographies proviennent du plan-relief de la ville d'Arras, conservé au musée des Beaux-Arts d'Arras.
| Illustration                                                                      | Nom                                        | Date de représentation | Destruction           | Coordonnées                 | Notes |
| --------------------------------------------------------------------------------- | ------------------------------------------ | ---------------------- | --------------------- | --------------------------- | --- |
| Cathédrale Notre-Dame-en-Cité, plan-relief de la ville d'Arras, 1717.             | Cathédrale Notre-Dame-en-Cité              | 1717                   | 1792                  | 50° 17′ 34″ N, 2° 45′ 56″ E | La tour Sud ne fut jamais terminée faute de financement. Vendue comme bien national en 1792 puis utilisée comme carrière de pierre. Il ne reste aujourd'hui que quelques colonnes et chapiteaux au musée des beaux-arts d'Arras. |
| Église paroissiale Saint-Nicolas-en-l'Âtre, plan-relief de la ville d'Arras, 1717 | Église paroissiale Saint-Nicolas-en-l'Âtre | 1717                   | 1792                  | 50° 17′ 35″ N, 2° 46′ 00″ E | Vendue le 4 avril 1792 pour 15 000 livres. |
|                                                                                   | Église paroissiale Saint-Nicaise           | 1667                   | 1792                  | 50° 17′ 28″ N, 2° 45′ 47″ E | Église paroissiale servant d'entrée au grand cimetière Saint-Nicaise. Après le décret du 23 prairial an XII (1804), aucune inhumation n'est autorisée dans l'enceinte des villes. Le cimetière est ainsi déplacé à son emplacement actuel. L'une des seules représentations connues de l'église depuis la destruction partielle du plan-relief pendant la Première Guerre mondiale. Vendue le 21 mars 1792 pour 7800 livres |
| Hôtel de ville de la Cité d'Arras, plan-relief de la ville, 1717                  | Hôtel de ville de la Cité d'Arras          | 1717                   | 1759                  | 50° 17′ 35″ N, 2° 46′ 04″ E | Ancien Hôtel de ville, surmonté d'un beffroi en bois. La Cité étant autrefois séparée de la ville d'Arras, elle avait son propre magistrat composé d'un prévôt maire lieutenant, 7 échevins (contre 12 dans la Ville d'Arras), un conseiller pensionnaire, un greffier et un argentier. Vendu en 1759 après la fusion de la Cité et de la Ville pour 14 350 livres.                                                         |
| Porte Baudimont, Charles Desavary                                                 | Porte Baudimont                            | ~1890                  | 1929                  | 50° 17′ 46″ N, 2° 45′ 48″ E | Originellement constituée de quatre tours sur les murailles médiévales, elle fut remplacée au moment de l'érection des remparts par une simple porte. Elle fut reconstruite en 1863 pour doubler son entrée. |
|                                                                                   | Porte d'Amiens                             | ~1890                  | 1893                  | 50° 17′ 23″ N, 2° 45′ 40″ E | Détruite lors du démantèlement des remparts de la ville. |
| Remparts de la Cité d'Arras, boulevard du Président Allende                       | Remparts de la Cité d'Arras                | 2011                   | Partiellement en 1893 | 50° 17′ 39″ N, 2° 45′ 32″ E | Derniers vestiges du démantèlement des remparts d'Arras en 1893. Seuls subsistent le bastion de Roeux et sa courtine sud le long du boulevard Allende. Ne pas confondre ces remparts avec la citadelle d'Arras. |